# 유전학
유전학(遺傳學, 영어: genetics)은 생물의 유전과 유전자 다양성 등을 연구하는 생물학의 한 분야이다. 선사 시대부터 인간은 생물의 특징이 부모로부터 자식에게 유전되는 것을 이용한 품종 개량을 해왔으나, 최초로 과학적인 방법으로 유전을 연구한 것은 그레고어 멘델이 유전 법칙을 발견한 19세기 중반부터였다. 멘델은 오늘날 유전자라 부르는 물질을 '유전 대립쌍'이라 불렀다.
현대 유전학의 핵심 개념은 유전자이다. 유전자는 전체 게놈 서열 가운데 DNA의 일정 구간을 이루는 염기서열의 배열이다. DNA는 뉴클레오타이드들이 이중 나선의 형태로 결합되어 있는 것으로 DNA 복제를 통하여 유전형질을 다음 세대로 전달한다. 또한 세포에서 DNA의 역할은 단백질을 형성하여 생물이 생장하고 활동할 수 있도록 하는 것이다. DNA에서 전사된 전령 RNA의 코돈은 각각 하나의 아미노산과 대응하며, 이렇게 전사된 RNA에 의해 결합된 아미노산에 의해 단백질이 형성된다. 단백질은 효소, 근육, 세포질 등 생물을 이루고 있는 가장 중요한 요소이다.
개괄하면, 현대의 유전학은 생물의 발생과 생장, 그리고 진화에서 차지하는 유전자의 역할을 규명하고 DNA의 재조합 실험을 통해 유전체와 생물 정보를 탐구하는 폭넓은 영역의 과학이다. 매우 넓은 연구분야를 이루고 있기 때문에 현대의 유전학은 집단유전학, 유전체학, 진화유전학 등의 하위 학문으로 세분화되어 있다. 또한 유전학의 지식은 여러 학문에 파급되어 의학, 농업 등에서 유전학은 필수적인 기반 지식이 되었다. 유전학 지식을 바탕으로 하는 유전공학은 유전자의 조작을 통한 약품의 개발과 품종개량 등의 연구를 진행하고 있다.

## 역사

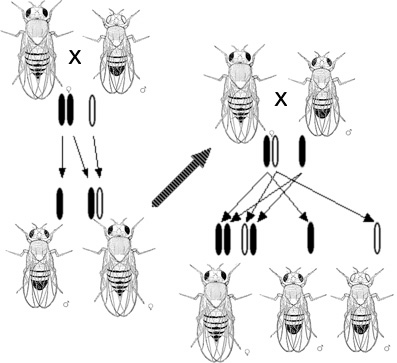
토머스 헌트 모건의 초파리 연구
모건은 돌연변이된 초파리의 유전을 연구하면서 유전자 재조합을 발견하였다.

19세기 중반 발표된 멘델의 유전 법칙은 그다지 주목을 받지 못했다. 당시 사람들의 유전에 대한 개념은 부모 양쪽의 특징이 자식에게 섞여 나타난다는 혼합 유전이었다. 예를 들면 붉은 꽃과 흰 꽃의 자식은 분홍 꽃이 된다는 것이다. 물론 실제 흰 꽃과 붉은 꽃 사이에 수정된 자식 세대가 분홍 꽃으로 나타나는 경우도 있다. 그러나, 자식 세대가 흰 꽃 또는 붉은 꽃만으로 나타나는 경우에 혼합 유전 이론은 답을 줄 수 없었다. 멘델은 우성 인자와 열성 인자의 조합이라는 설명을 통해 자식 세대가 한 가지 색으로만 나타나는 이유를 밝혔고 이를 실험으로 증명하였다.
한편, 라마르크는 자신의 용불용설에 따른 진화 이론을 설명하면서 생물이 살아가는 동안 겪는 형질 변화가 유전되는 것으로 보았다. 유명한 일례로는 기린의 목이 길어진 원인에 대한 용불용설의 설명이 있다. 기린이 살아가는 동안 높은 가지에 있는 잎을 따먹기 위해 목을 뽑아 늘리기를 계속한 결과, 기린의 자식은 더 긴 목을 가지고 태어나게 된다는 것이다. 멘델의 유전 법칙이 발견되기 전까지 라마르크의 이론은 가장 적합한 진화 이론의 하나로 받아들여졌다. 다윈 역시 진화가 일어나는 유전적 기제로 라마르크의 이론 이상의 것을 알 수는 없었으며 라마르크와 마찬가지로 종에 나타나는 새로운 특성은 개체가 살아있는 동안에 후천적으로 획득되는 것이라 생각했다.

### 멘델과 고전 유전학

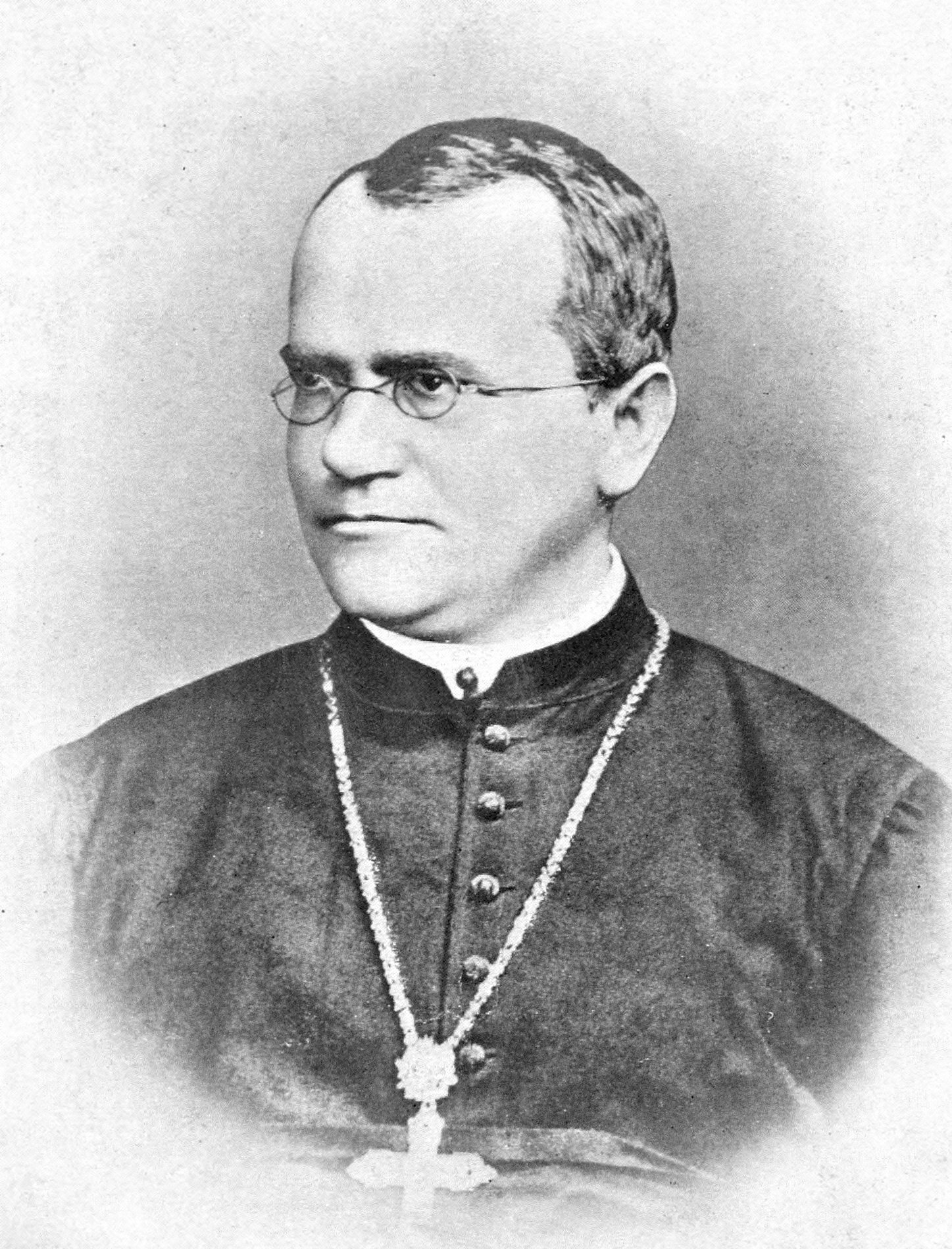
멘델의 유전법칙을 발견한 그레고어 멘델

1905년 베이트슨은 멘델의 유전법칙을 재발견하면서 유전학이라는 용어를 처음으로 썼다. 베이트슨은 1906년 런던에서 열린〈제3차 국제 식물 잡종 연구 컨퍼런스〉에서 자신이 재발견한 멘델의 유전법칙을 발표하였고 이와 관련한 학문에 유전학이란 이름을 붙여 세계적인 명성을 얻게 되었다.
멘델의 유전법칙이 재발견된 후 과학자들은 유전에 영향을 미치는 물질이 세포 내에 있을 것으로 추정하였다. 1910년 모건은 눈이 흰 돌연변이가 발현한 초파리를 이용한 실험에서 생물의 유전 물질이 염색체에 있음을 증명하였다. 1913년 스터티번트는 멘델의 유전법칙의 제3법칙인 독립의 법칙이 실제에서 들어맞지 않는 경우가 있는 원인을 밝혀내고 이를 유전자 연관이라 하였다. 유전자 연관이란 하나의 유전형질이 발현되는 데 다수의 유전자가 관여하는 현상이다.

### 분자유전학

그리피스 실험

염색체는 DNA와 단백질이 엉켜 있는 구조다. 유전과 관련한 물질이 염색체에 있다는 것을 발견한 이후에도 과학자들은 정확히 염색체의 어떤 성분이 유전에 관여하는지 밝혀내지 못하고 있었다. 1928년 그리피스는 그리피스 실험을 통해 박테리아의 형질전환을 발견하였다. 그의 실험은 유독한 폐렴쌍구균(S형)에 열을 가하여 파괴하면 독성이 사라지지만, 무해한 폐렴쌍구균(R형)에 이미 열처리하여 독성이 사라진 S형 균을 넣자 모두 독성을 지니게 되는 것을 관찰하였다. 그리피스는 S형 균의 어떤 성분이 R형에 영향을 주어 형질전환이 일어났다는 것을 알았으나 무엇이 그러한 변환을 일으키는지는 밝혀내지 못했다. 1944년 에이버리는 그리피스의 실험을 훨씬 정교하게 통제하여 열처리한 S형 균을 탄수화물, 단백질, DNA로 구분하여 R형 균에 투입하였고, 그 결과 DNA가 형질변환의 원인임을 밝혀내었다. 1952년 허시와 체이스는 박테리오파지를 이용한 허시-체이스 실험을 통해 DNA가 유전물질임을 밝혔다.허시는 이 실험의 공로로 1969년 노벨 생리학·의학상을 수상하였다.
1953년 왓슨과 크릭은 X선 회절로 DNA의 구조를 밝혔다. 이들이 밝힌 DNA의 구조는 두 개의 뉴클레오타이드 사슬이 이중 나선의 형태로 꼬여 있는 모습이었다. DNA의 이러한 구조는 뉴클레오타이드의 서열이 유전과 밀접한 관련이 있다는 것과 DNA의 복제가 유전형질의 전달과 관련이 있다는 것을 암시하는 것이었다. 왓슨과 크릭은 이 공로로 1962년 노벨 생리학·의학상을 수상하였다.
생어는 분자생물학의 발전에 지대한 공헌을 하였다. 그 덕에 생애에 두 번의 노벨상을 수상하는 영예를 받았다. 생어는 1955년 인슐린의 아미노산 배열을 완벽하게 분석하였다. 이 공로로 1958년 노벨 화학상을 수상하였다. 이후 생어는 그의 연구 기술을 발전시켜 DNA의 염기서열을 밝힐 수 있는 방법을 찾아냈고, 이로써 게놈의 염기서열을 밝힐 수 있었다. 생어는 이 공로로 1980년 노벨 화학상을 받았다. 생어는 이 과정에서 DNA의 세 염기쌍이 코돈을 이루며 이 코돈이 전령 RNA를 전사하고 이를 통해 아미노산이 만들어진다는 것을 규명하였다.
1983년 미국의 생화학자 멀리스는 폴리메라아제 연쇄 반응을 개발하여 DNA의 염기서열의 확인 속도를 획기적으로 개선하였다. 이 방법은 DNA의 특정 구간을 신속하게 복제하여 동일한 DNA의 양을 실험에서 쉽게 확인할 수 있도록 증폭시키는 것이다. 이 방법으로 DNA의 염기서열 확인이 쉽게 되자 곧바로 범죄 용의자의 DNA 인식과 같은 분야에 사용되게 되었다. 멀리스는 이 공로로 1993년 노벨 화학상을 받았다. 이러한 DNA 염기서열 확인 기술의 발달로 2003년 인간 게놈 프로젝트가 완료되어 인간의 전체 게놈지도가 완성되었다.

## 고전 유전학의 주요 이론

### 멘델의 유전 법칙

멘델의 유전법칙을 따르는 완두콩의 꽃 색. 붉은 색이 우성이다.

사람의 가계도와 멘델의 유전법칙

멘델은 완두콩의 독립적인 유전자가 갖는 대립 형질이 우성과 열성으로 나뉘어 발현하는 유전 법칙을 발견하였다. 오른쪽의 그림과 같이 열성인 흰색 꽃은 부모로부터 열성인자만을 유전하였을 때 발현하며, 두 부모가 우성인자와 열성인자를 보유하고 있는 잡종일 경우 우성과 열성의 발현 비율은 3:1이 된다. 멘델은 수 년간을 실험하여 이것이 실제 통계적으로 나타난다는 것을 입증하였다.
멘델이 완두콩의 교배 시험을 최초로 한 사람은 아니었다. 이미 200여년 전인 1790여년 무렵 영국의 농부 T. A. 나이트는 멘델과 동일한 실험을 하여 같은 결과를 얻었다. 그러나 그는 그 결과를 제대로 기록하지 않았고 그 까닭도 밝히지 못했다. 멘델은 나이트의 실험에 과학적 방법을 도입하여 유전의 법칙을 발견한 것이다. 멘델의 유전법칙은 오른쪽 그림의 예에서 보이는 꽃의 색의 경우 실제 나타난 "표현형"과 이것이 나타나게 하는 "유전자형"을 구분함으로써 과학적인 유전학의 기초를 놓았다.
멘델은 수 세대 동안 완두콩을 자가 수분하여 단일한 유전형질을 가진 순종(P 세대)을 얻었다. 이를 바탕으로 붉은 꽃의 순종과 흰 꽃의 순종을 교배하여 잡종 1세대(F1)를 얻었다. 잡종 1세대의 발현 형질을 조사한 멘델은 이를 바탕으로 다시 잡종 1세대를 교배하여 잡종 2세대(F2)와 3세대(F3)를 얻고 발현 형질을 기록하였다. F1은 모두 붉은 꽃이었다. 그러나 F2에서 붉은 꽃과 흰 꽃은 3:1의 비율을 보였고, F3에서는 열성 순종인 흰 꽃만이 다시 흰 꽃이 되었고 나머지는 붉은 꽃이었다. 그 결과 그는 다음의 세 법칙을 확인하였다. 붉은 꽃의 유전인자를 B, 흰 꽃의 유전인자를 b라 하면,
- 우열의 법칙 - 두 순종을 교배하면 대립 형질 가운데 우성만이 발현한다. (Bb)
- 분리의 법칙 - F1을 자가 수분하면 우성과 열성이 3:1의 비율로 나타난다. 이를 유전인자의 비율로 나타내면 BB:Bb:bb = 1:2:1 이 된다.
- 독립의 법칙 - 멘델은 꽃의 색, 콩 껍질의 주름 등 유전인자 7가지를 선정하여 관찰하였고 이들은 서로 독립적으로 발현하는 것을 발견하였다.

위에서 예를 든 완두콩의 우성과 열성의 발현은 "멘델의 제1법칙"으로 알려져 있다. 멘델의 실험이 알려지자 과학자들은 그 원인을 밝히기 위해 노력하여 DNA의 서열인 유전자가 이에 관여한다는 것을 알게 되었다. 멘델의 유전 법칙은 모든 생물에서 발견되며 사람의 가계도에서도 확인할 수 있다. 특이한 유전질환을 앓고 있는 가계도의 경우 우성 유전 또는 열성 유전을 판별할 수 있다. 인류유전학자들은 종교적인 이유로 미국 펜실베이니아주의 특정 지역에 모여사는 아만파 신도들과 같이 고립 생활을 하는 집단을 대상으로 열성 유전을 연구한다.
한편, 어떤 꽃은 흰색과 붉은 색을 교배할 경우 F1은 분홍색으로 F2는 붉은 색, 분홍색, 흰 색의 비율이 1:2:1로 나타나기도 한다. 어느 한 쪽도 완전한 우성을 보이지 못하는 이러한 경우를 불완전 우성이라 한다. 불완전 우성 역시 멘델의 유전법칙을 따른다.

### 유전자 간의 상호 반응

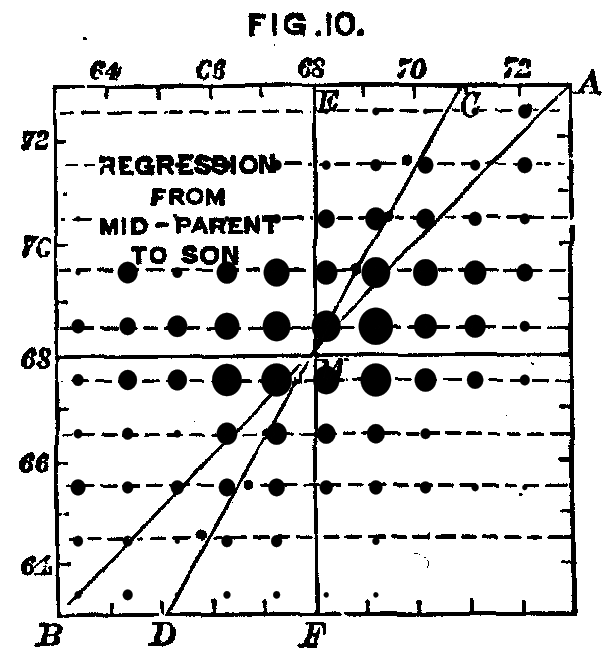
인간의 키는 복잡한 유전자 간 상호 작용의 산물이다. 프랜시스 골턴이 1889년 작성한 이 표에서 부모의 키와 상관없이 자식의 키가 일정 범위에 집중되고 있음을 알 수 있다.

멘델의 유전법칙에서 완두콩 꽃의 색과 열매의 색은 서로 독립적인 유전자에 의해 결정된다. 즉, 꽃의 색과 열매의 색 사이에는 아무런 관련이 없어서 서로 별도의 우열 관계가 있다. 생물은 수천 개가 넘는 유전자가 있고, 이들 대부분은 이와 같은 "독립의 법칙"을 따른다. 그러나, 어떤 유전형질은 독립의 법칙을 따르지 않는다. 이러한 예가 최초로 관찰된 것은 지치과의 옴파로데스 베르나(영어)의 꽃 색이다. 이 꽃의 색을 결정하는 유전자는 셋인데 그중 열성인 흰색과 서로 대립하는 우성인 파랑, 마젠타의 인자가 조합하여 꽃의 색이 만들어진다. 마젠타 또는 파란 색의 인자가 흰색인자와 짝을 이룰 경우 꽃은 우성인자인 이 둘 중 하나의 색을 띄고 열성인 흰색 인자로만 짝지워질 때 흰색 꽃이 된다. 이와 같이 우성 인자가 다수인 경우 나타나는 발현형질을 상위성이라 한다.
오늘날 독립의 법칙을 따르는 대립형질만큼이나 많은 유전 형질이 상호 연관되어 있음이 밝혀졌다. 사람의 키, 피부색과 같은 유전형질은 많은 유전자들이 상호 작용한 결과다. 이와 같은 현상을 양적 형질 위치라 한다.

## 현대 유전학의 주요 이론
현대의 분자생물학에 기반을 둔 유전학은 DNA부터 개체의 발생에 이르는 유전 기제를 설명하고 있다. 앞서 유전학의 역사에서 기술한 바와 같이 그리피스의 실험과 에이버리의 확인으로 생물의 유전 정보는 DNA에 있음이 밝혀졌다. 유전의 과정은 결국 DNA 복제에서 출발하여 새로운 개체의 출현에 이르는 기제로서 설명된다.

### DNA 복제
DNA는 뉴클레오타이드가 사슬처럼 연결된 중합체이다. 유전 정보의 전달은 이 DNA가 복제됨으로써 일어난다. DNA의 이중 나선 구조는 수소 결합에 의지하고 있어 분리와 결합에 비교적 적은 에너지가 투입된다. 특정 효소가 DNA 사슬의 분리를 담당하며, 이렇게 분리된 DNA 사슬은 각자 상대되는 DNA 사슬을 만드는 주형이 된다. 자유롭게 존재하는 네 종류의 디옥시뉴클레오타이드 삼인산, 즉 dATP, dGTP, dCTP, dTTP 가 주형이 되는 DNA사슬에 다가가 상보적인 결합을 이루게 되면 새로운 이중나선이 형성된다.(그림 참조)
DNA의 복제는 매우 안정적인 반응이지만 완전하진 않다. DNA 복제에 이상이 생겨 이전의 DNA와 다른 DNA가 생성되는 것을 돌연변이라 한다. 자연발생적 변이는 100만 번의 DNA복제 중에서 한 번 정도로 일어나며, 방사선이나 약품을 처리하면 이보다 높은 빈도로 일어난다. 노랑초파리를 이용한 인위적인 돌연변이 실험의 결과 돌연변이의 약 70 %는 개체에게 해로운 방향으로 진행되며, 나머지 돌연변이는 중립적이거나 유리한 성향을 보인다.

### 유전자와 생식
생물이 부모 세대에서 다음 세대로 재생산되는 것을 생식이라 한다. 개체의 분열과 같은 무성생식에서는 DNA 복제만으로 유전 기제가 완성된다. 그러나 암·수가 구분되는 유성생식에서는 더 복잡한 기제를 거친다. 유성생식에서는 먼저 암·수의 부모 각자가 감수분열을 통해 난자와 정자를 만들고 이를 수정하여 자식 세대가 발생하게 된다.
감수 분열의 과정에서 유전자 재조합이 일어난다. 이는 한 쌍의 유전자가 여러 구간에 걸쳐 서로 뒤섞이는 현상이다. 이를 통해 생물은 유전자 다양성을 확보한다. 또 앞에서 기술한 바와 같이 한 유전형질에 여러 유전자가 관여할 수 있는데 이 때에는 멘델의 유전법칙 중 독립의 법칙이 지켜지지 않는다. 이는 유전자 재조합 과정에서 교체된 유전자가 유전형질을 변화시키기 때문이다. 이러한 현상을 유전자 연관이라 한다.
유전자의 대립형질의 발현은 순전히 통계적인 것으로, 실제 대립형질 발현빈도는 무작위 행보를 보인다. 이를 유전자부동이라 한다. 유전자부동은 자연선택과 함께 진화의 원인으로 작용한다.

### 유전자 발현
유전자의 발현은 분자생물학적인 관점에서 볼때 유전자의 정보에 의해 단백질이 형성되는 과정이다. 유전자의 정보는 전령 RNA의 코돈에 의해 전사된 후 운반 RNA의 안티코돈에 의해 번역되어 아미노산을 지정하며 리보솜에서 이를 연결하여 단백질을 형성하게 된다. 한편, 발생생물학에서 유전자의 발현은 배아의 발생 결과 새로운 개체가 형성되는 것이며, 개체의 발생에는 유전형질뿐만 아니라 자연환경의 영향도 중요한 역할을 한다.
미생물에서 일어나는 유전자의 발현에는 오페론이 중요한 역할을 한다. 특정 기능에 관련된 유전자들이 나란히 염색체에 일렬로 배열되어 있는 오페론은 염색체에서 하나의 군집을 이루어 유전자 섬을 형성한다. 병원미생물학에서는 질병의 특징을 파악하고 치료제를 개발하기 위해 병원성 세균의 유전자 섬을 연구하고 있다.

#### 코돈
유전자는 일반적으로 단백질을 생산함으로써 형질이 발현된다. 단백질은 20종의 아미노산이 복잡하게 얽힌 고분자이다. 유전자는 각각의 아미노산의 연결 순서를 지정함으로써 단백질의 생성을 관할한다.
|                                                      | DNA의 유전자 |
| 전사                                                 |              |
| 전령 RNA의 코돈                                      |              |
| 번역                                                 |              |
| 지정된 순서대로 아미노산이 연결되어 단백질을 이룬다. |              |

DNA에서 단백질 형성까지를 단계별로 살펴보면 다음과 같다.
- DNA의 일부 구간이 열려 전사가 시작된다. 전사된 유전 정보는 코돈이라 하며 RNA의 일종인 전령 RNA를 이룬다.
- 전사된 코돈의 사슬인 전령 RNA는 효소에 의해 해당 코돈의 상보적 조합인 안티코돈을 갖고 있는 운반 RNA와 짝을 이룬다.
- 운반 RNA의 끝에는 해당 아미노산이 연결되어 있다.
- 아미노산을 단 운반 RNA와 함께 사슬을 이룬 전령 RNA는 리보솜으로 이동한다.
- 리보솜에서는 아미노산을 연결하고 전령 RNA와 운반 RNA를 내보낸다.
- 작업을 종결하라는 코돈이 들어올 때까지 리보솜은 계속하여 아미노산을 연결하고 이렇게 하여 단백질이 형성된다.
- 세포에는 많은 리보솜이 있어 전령 RNA는 여러 차례에 걸쳐 리보솜에 들어가 단백질 형성을 지시한다.

#### 환경의 영향

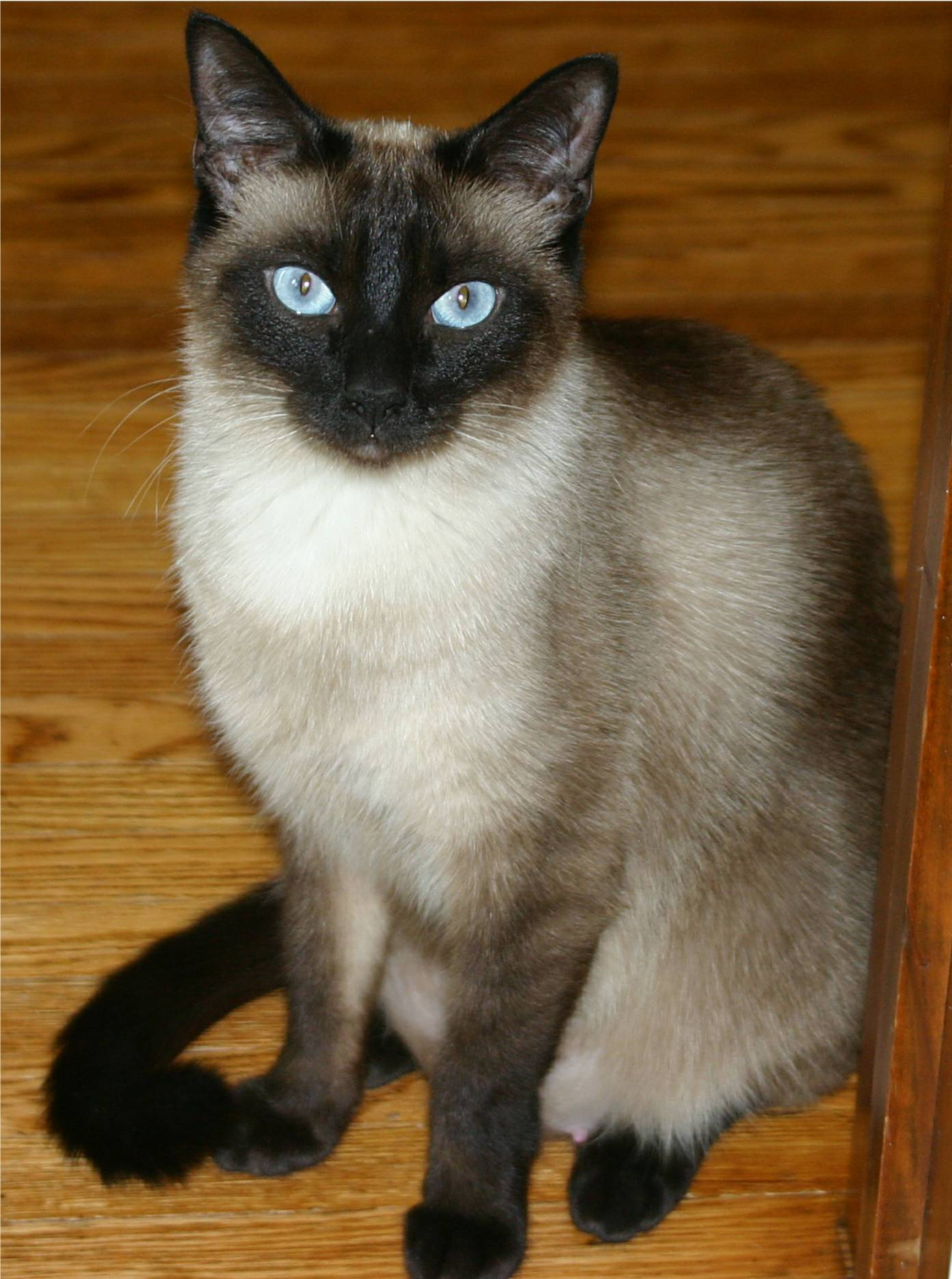
샴고양이에 나타난 온도 민감성 돌연변이

생물의 유전자에는 모든 유전 형질이 들어있어 자식 세대로 전달된다. 그러나, 실제 생물 개체의 발생과 생장에서 나타나는 발현형질은 유전형질과 함께 환경의 영향을 받는다. 일례로 오른쪽 사진에서 보이는 샴 고양이의 온도 민감성 돌연변이와 같은 것이 있다. 발생과정에서 높은 온도에 노출된 샴고양이의 배아는 털색 유전자에 변이를 일으켜 일반적인 샴 고양이의 흰색이 아닌 어두운 색 털이 만들어진다.
성 유전자에 따라 성별이 결정되는 포유류와는 달리 많은 파충류는 별도의 성 유전자가 없어 발생시의 환경에 따라 결정된다. 대부분의 거북은 따뜻한 곳의 알은 암컷이 되고 응달의 알은 수컷이 된다. 반면 미국산 악어는 응달의 알이 암컷이 된다. 이와 같이 유전자가 생물의 모든 것을 결정하는 것은 아니며 환경이 생물체의 발생과 생장에 영향을 미치기도 한다.

### 유전자 조절

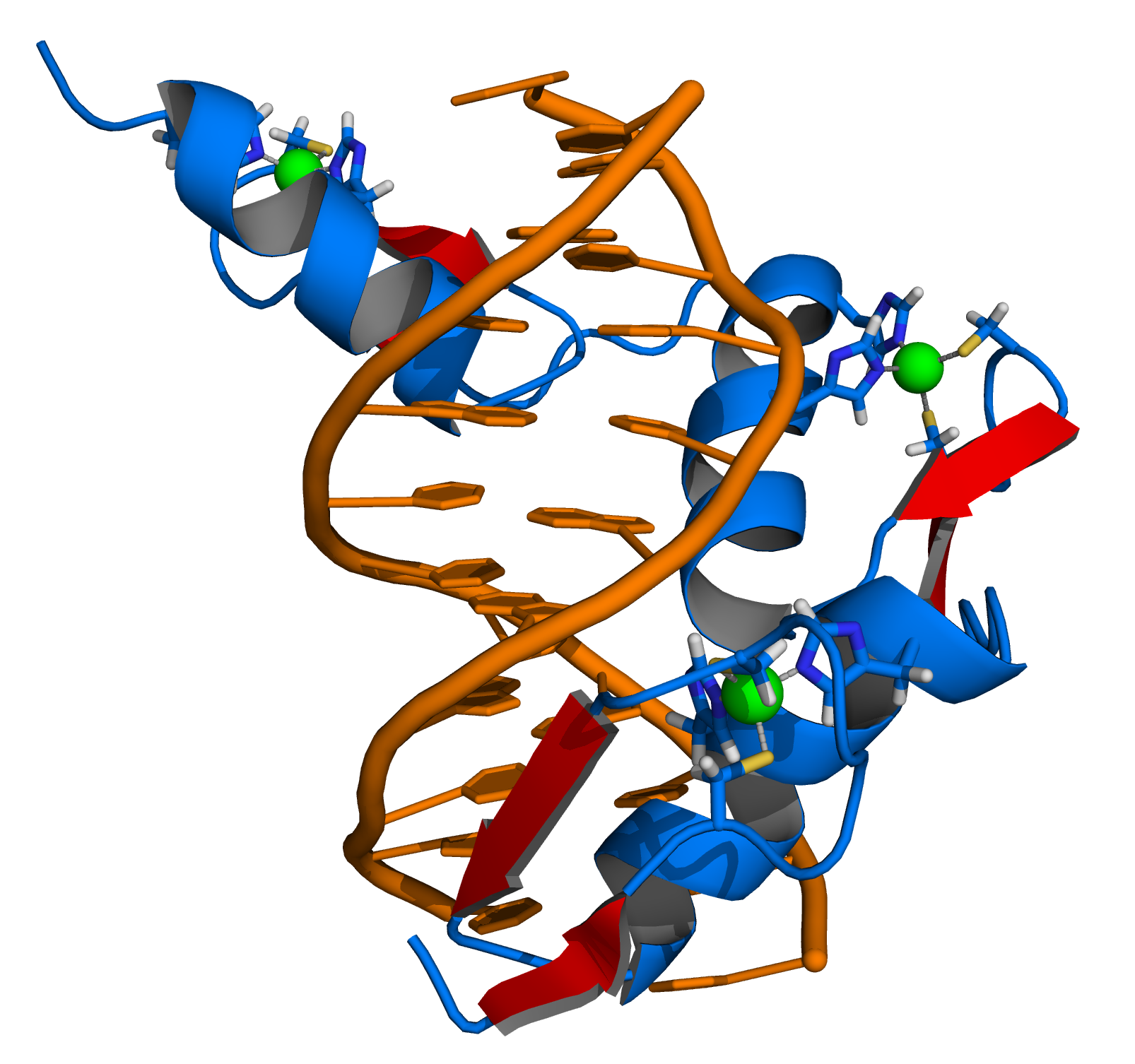
전사인자가 DNA 나선구조를 열고 전사를 준비하고 있다

생물의 게놈에는 수천 개의 유전자가 포함되어 있다. 그러나 이 모든 유전자가 생물체의 발생과 생장에 작용하지는 않는다. 오직 전령 RNA를 통해 단백질을 형성할 수 있는 유전자만 이러한 생명 활동에 관여하며 나머지 유전자는 비활성인 채로 남아 있게 된다. 특정한 단백질을 생성하려면 DNA의 일부 구간만 활성화하여야 한다. 전사의 시작점과 끝점을 정하는 것은 전사인자와 같은 효소들이다. 전사인자는 부적 되먹임에 따라 작동한다. 즉, 전사인자에는 특정한 단백질의 농도를 감지할 수 있는 수용기가 달려있는데, 특정 단백질의 농도가 낮아져 이 수용기에 감지되지 않으면 전사인자는 DNA를 열고 전사를 시작한다.
유전자에는 구조부위와 조절부위가 있다. 구조부위는 생물체를 형성하는 단백질의 생산을 지시하기 위한 정보가 들어있고, 조절부위에는 위에서 설명한 전사인자와 효소들과 같은 조절작용을 담당하는 단백질의 생산을 위한 정보가 들어있다. 실제 생물의 단백질 생성 조절은 단백질이 생산되는 양 자체를 조절하는 것이 아니라 단백질의 생산을 지시하는 RNA의 조절을 통해 간접적으로 이루어진다.

### 유전자 변형

#### 돌연변이

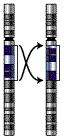
돌연변이의 일종인 염색체 역위

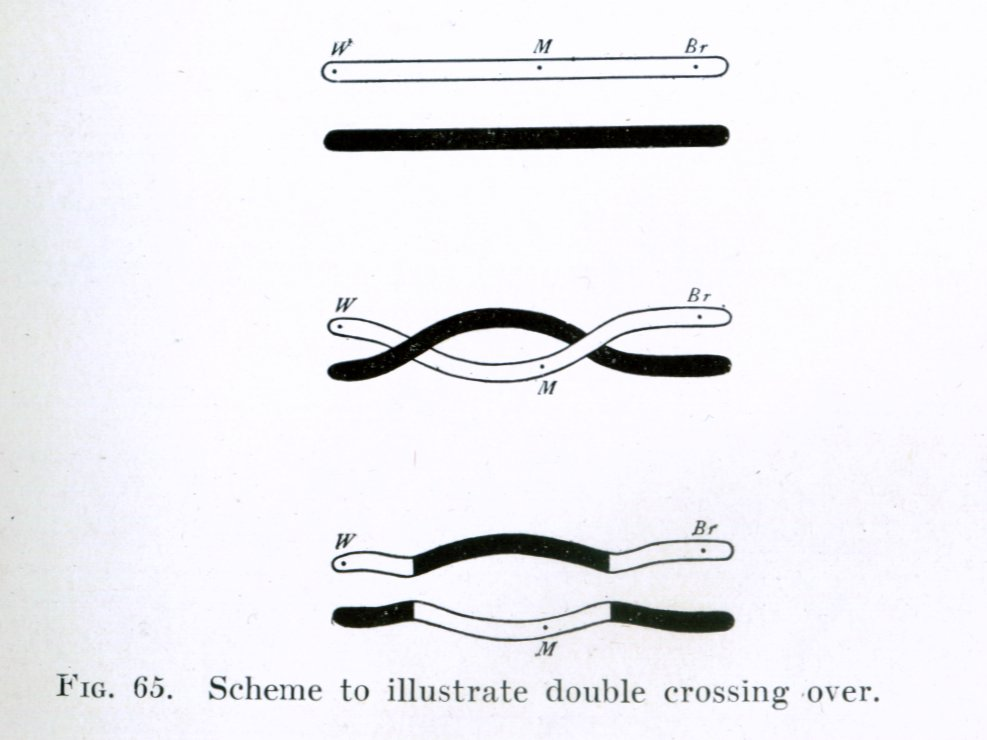
염색체 교차

DNA의 복제는 매우 안정적인 반응이나 간혹 오류가 일어날 수 있다. 이와 같이 DNA 복제의 과정에서 일어난 오류로 인하여 유전형질이 변한 것을 돌연변이라 한다. DNA 중합효소에 의해 복제에 오류가 발생할 확률은 약 100만 회 당 1번 꼴이다.
외부의 돌연변이원의 자극을 받으면 돌연변이가 발생하는 비율이 크게 증가한다. 일상적인 자외선도 돌연변이원의 일종으로 과도한 자외선 노출은 DNA 구조를 붕괴시킬 수 있다. 일례로 강한 자외선에 노출된 피부가 피부암을 일으키는 것을 들 수 있다.
유성생식의 과정에서 일어나는 유전자 재조합 가운데 염색체 교차의 과정에서도 돌연변이가 발생할 수 있다. 염색체 교차 과정중에 일부 염색체가 덧붙거나 잘려나가는 등의 오류가 발생할 수 있으며 이러한 돌연변이는 DNA의 일부가 누락되는 것과 같은 단순한 돌연변이에 비해 생물체에 커다란 변화를 가져올 수 있다. 예를 들면 유전자 중복, 유전자 결실, 염색체 역위와 같은 염색체 단위의 돌연변이들이 있다.

#### 자연선택과 진화

간략히 표현한 진화 계통도

돌연변이로 인한 유전자 변화는 유전형질의 변화로 나타나며 자손에게 유전된다. 자연환경에서 일어나는 돌연변이는 대부분 전체 게놈에서 극히 작은 부분만을 변화시킬 뿐이다. 노랑초파리를 대상으로 한 인위적인 돌연변이 실험에서 나타난 돌연변이의 70%는 개체에 해롭게 작용하였고 나머지 돌연변이는 중립적이거나 유리하였다.
집단유전학에서는 집단에서 나타나는 대립형질 발현빈도가 세대가 지남에 따라 변화하여 일정 세대가 되면 하나의 형질만이 살아남는 고착현상을 보인다는 것을 관찰하였다. 집단유전학은 이러한 고착의 원인을 찰스 다윈의 자연선택에 의한 진화 압력으로 설명하고 있다. 즉, 다양한 대립 형질 가운데 보다 환경에 적응하기 유리한 형질을 가진 개체가 더 많은 자손을 남길 것이고 이것이 반복되면 결국 어느 시점에서는 집단 내에서 하나의 형질만이 남게 될 것이다. 물론 이 외에도 유전자 부동, 유전자 이동, 인위적 선택 등이 생물 집단의 대립형질 빈도 변화에 영향을 준다.
자연선택이 일어나는 가운데 세대가 거듭되어 많은 시간이 흐르면 결국 환경에 가장 적합한 형질을 갖는 집단으로 변화하는 적응이 이루어진다. 처음에는 같은 생물종이었다 하더라도 서로 다른 환경에 격리되어 다른 방식으로 적응된다면 결국 다른 종으로 분화될 것이다. 진화는 이와 같이 생물이 환경에 적응하여 분화하는 현상이다.
최근에는 서로 다른 종들 사이의 유전형질 전달로 인해 유전자가 변화하는 수평적 유전자 이동역시 중요한 개념으로 자리 잡고 있다.

## 연구 방법과 기술

### 모델 생물

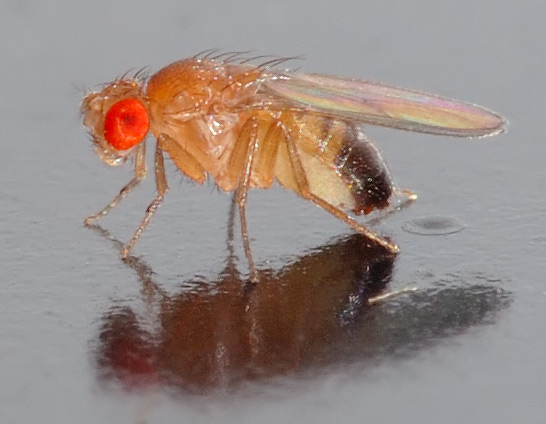
유전학 연구에 모델 생물로 흔히 쓰이는 노랑초파리

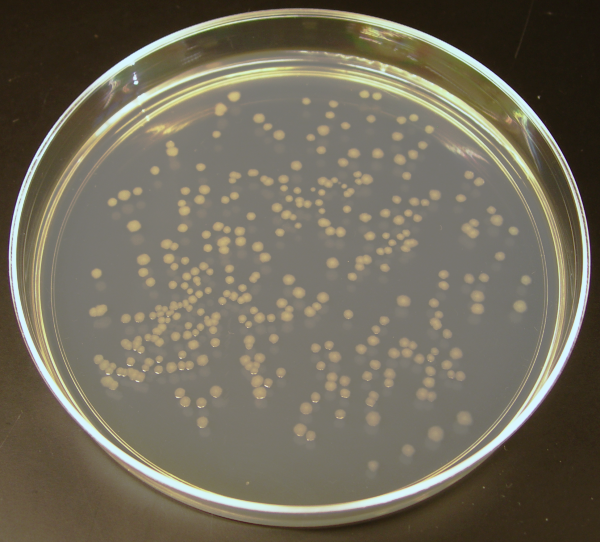
우뭇가사리 배지 위에 균주를 형성한 대장균

유전학은 매우 다양한 생물을 다룬다. 새로운 연구를 진행하는 연구자들은 자신의 실험 목적에 알맞은 모델 생물을 주로 활용한다.
모델 생물은 과학계가 집중적인 연구를 위하여 선정한 종으로, 이러한 모델 생물을 선정한 이유는 이를 자세히 연구하면 다수의 종들에서 공통적으로 나타나는 생명의 기본 과정을 밝힐 수 있을 것이라는 생각에서 비롯되었다. 세포성 점균인 딕티오스텔리움 디스코이데움 등이 널리 사용되는 모델 생물이다. 딕티라는 애칭을 갖고 있는 이 점균에 대한 연구 결과는 딕티베이스에 정리되어 있다. 이 외에도 노랑초파리는 20세기 초부터 모델 생물로 활용되었고 유전공학에서는 대장균이 모델 생물로 널리 활용된다.

### 연구 기술
실험실에서 직접 DNA를 조작할 수 있게 되면서 다양한 실험 기술들이 사용되고 있다. 인위적인 DNA의 제작, 표적 유전자의 부착, 제한효소를 사용한 DNA의 절단과 접합 및 복제와 같은 기술들이 있다. 이러한 기술들은 의학 등에서 광범위하게 사용되고 있다

#### DNA 조작
현대 유전학에서는 실험을 위해 다양한 유전자 조작 기술을 개발하였다. DNA와 RNA는 실험실에서 인위적으로 합성될 수 있다. 최초의 인위적인 유전자 합성은 마샬 니렌버그와 하인리히 마타헤이가 1961년 코돈과 아미노산의 관계를 규명하기 위해 실시하였다. 이들은 인위적인 코돈배열인 우라실연속체(U-U-U-U-……)와 같은 인위적인 유전자를 리보솜에 집어 넣어 그 결과를 확인함으로써 코돈과 아미노산의 관계를 증명하였다.
특정 유전자의 표적 형질을 추적하는 방법은 유전자의 발현과정을 이해하는데 기여하였다. 해파리와 말미잘에게서 얻은 형광 유전자가 대표적인 경우인데 이 유전자를 다른 생물의 유전자들 사이에 끼워넣음으로써 유전자가 발현되는 기관을 눈으로 확인할 수 있게 되었다. 이 형광유전자를 이용하여 수백종의 DNA를 하나의 칩 위에 올려놓은 DNA 칩은 암 진단에 유용하게 쓰인다.

#### 제한효소와 DNA 복제

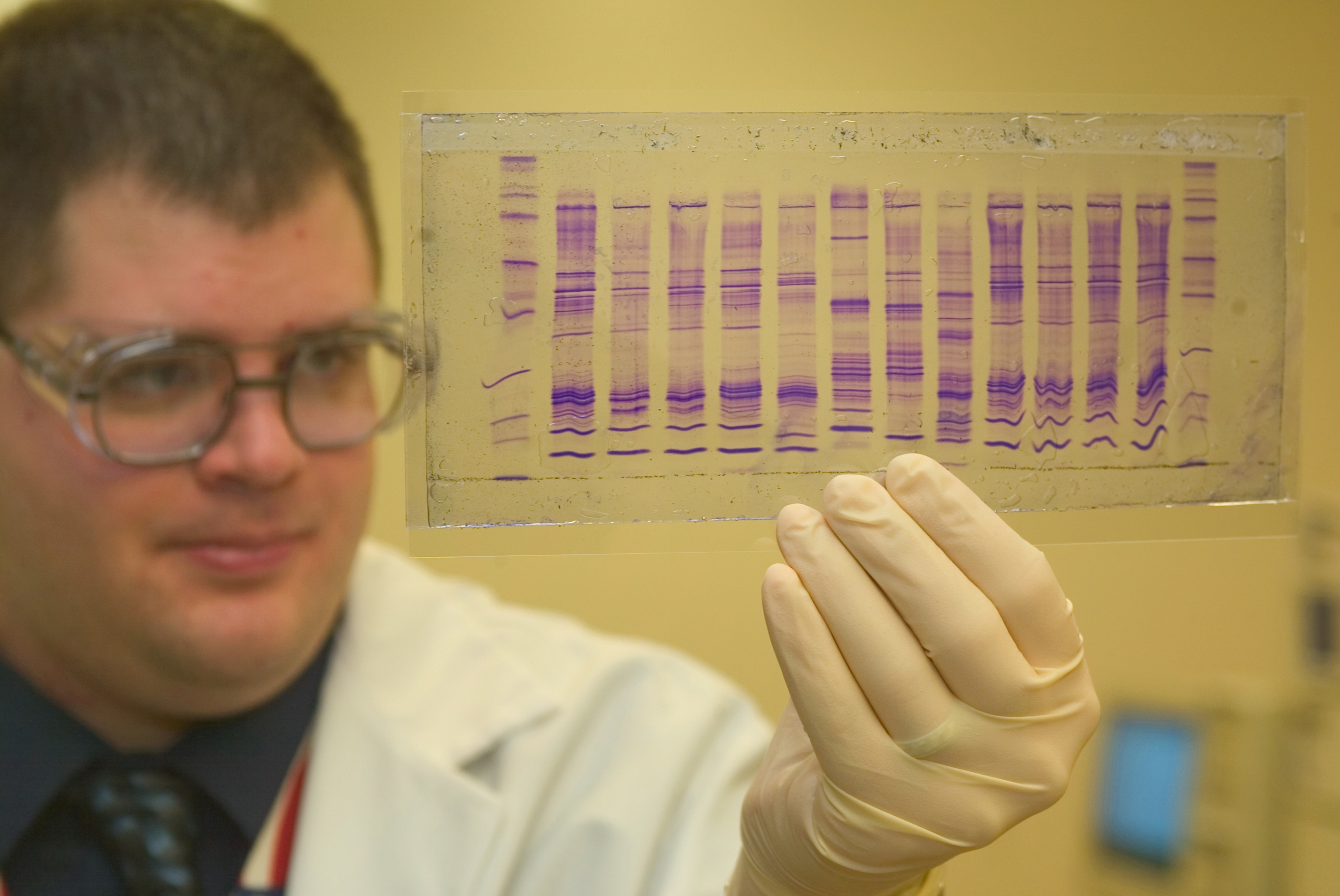
겔 전기 영동법을 이용한 DNA 분석

제한효소를 사용하여 DNA의 특정 부분을 잘라낼 수 있게 되면서 실험실에서 DNA를 조작하는 것이 가능해졌다. 겔 전기 영동법을 사용하면 잘라진 DNA의 조각들을 그 길이에 따라 구분하여 관찰할 수 있다. DNA 연결효소는 잘라진 DNA를 다시 접합할 수 있도록 해준다. 이렇게 접합된 DNA 조각은 대장균과 같은 박테리아에 심어져 대량으로 복제될 수도 있다. 유전공학은 이러한 복제 기술을 사용하여 유전자 조작을 진행한다. 예를 들어 인슐린의 대량 복제를 위해 대장균을 이용한다.

#### 의학

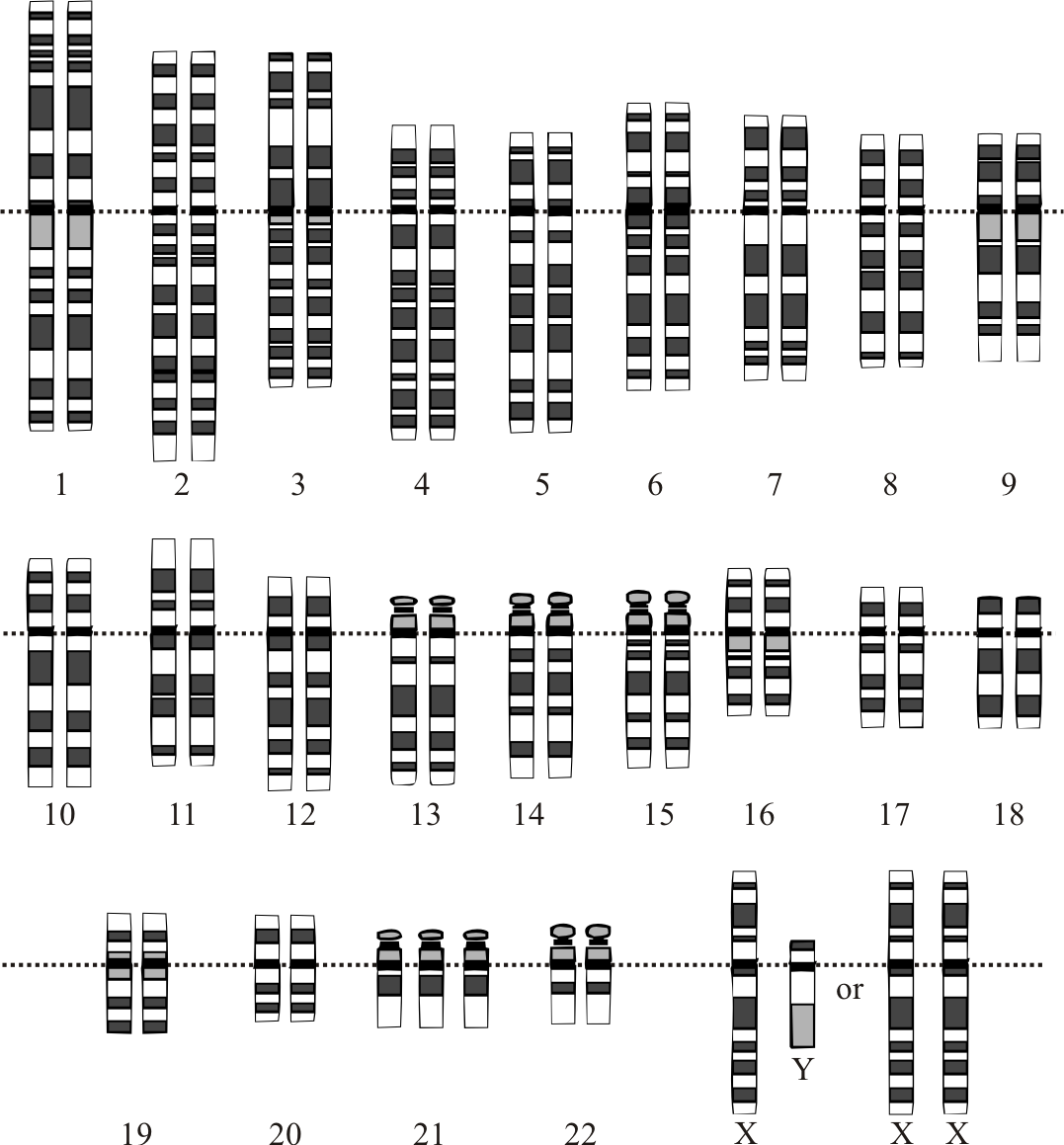
다운증후군이 있는 사람의 염색체의 모습. 21번 염색체가 세개 있다.

의학 유전학은 유전자와 인간의 질병관계를 연구하는 학문이다. 암과 같은 유전적 변형에 의한 질병의 연구가 대표적이다.
혈우병, 다운 증후군과 같은 유전성 질환은 19세기에 이미 보고되었으나 질병의 원인이 염색체 이상에 있다는 것은 유전학이 발달한 20세기에 들어서야 밝혀졌다. 다운 증후군은 1862년 영국의 의사 존 랭던 다운이 최초로 발견하여 1866년 학계에 보고하였으며 1956년 감수 분열과정에서 염색체가 제대로 분리되지 않아 정상적인 경우와 다르게 인간 염색체 21번이 3개 존재하는 것이 원인으로 밝혀졌다. 이후 다양한 유전성 질환에 대한 연구가 계속되어 유전학의 성과와 연구 방법을 의학에 접목시킨 의학 유전학이 성립되게 되었다.
최근에는 유전자 중복, 유전자 결실, 염색체 역위와 같은 돌연변이에 의한 유전성 질환에 대한 연구가 진행되고 있는데, 유전자 중복이 원인인 샤르코 마리 투스 질환에 대한 연구를 예로 들 수 있다. 샤르코 마리 투스 질환은 중요 신경 질환의 하나로 100,000명당 발병률은 36명이다.

## 연구 분야
오늘날의 유전학은 많은 하위 학문으로 나뉘어 있으며, 다양한 학문과 학제간 연구가 이루어지고 있다.

### 연구 동향

텔로미어 분자의 3차원 구조

2000년 이후 각광을 받고 있는 연구 분야는 인간 게놈 프로젝트와 관련한 유전체 연구와 후성유전학이다. 2003년 인간 게놈 프로젝트에 의해 완성된 인간 유전체 지도는 사람의 모든 유전자 서열을 밝혀 내었다. 또한, 유전형질에 의한 발생 과정이 끝난 이후에도 일어나는 유전체의 변동과 유전자 발현의 조절을 연구하는 후성유전학이 활발히 연구되고 있다. 후성유전학에서는 암의 발현과 같은 후생적 유전자에 의한 유전자 발현을 연구하고 있다.
발생유전학을 비롯한 여러 하위 학문의 학제간 연구인 줄기 세포연구는 다양한 유전성 질환의 치료 방법을 확보할 수 있을 것으로 기대되고 있다. 2010년에 발표된 예일 대학교의 연구 논문에서는 자궁 내막을 이용한 성체 줄기 세포로 파킨슨병을 치료할 수 있을 것이란 전망을 내놓았다.
노화에 대한 연구도 최근 유전학 연구의 주요 동향이다. 2009년 노벨상위원회는 노화의 진행과 관련된 세포의 수명 시계인 텔로미어를 발견한 엘리자베스 블랙번 등에게 노벨 생리학·의학상을 수여하였다.
진화와 관련된 연구는 유전학과 조합되어 일어나는 경우가 일반적이며, 이를 진화유전학이라고 한다. 진화 현상 자체가 직접 관찰되었기에, 명백한 사실로 밝혀진 진화를, 각 유전체와 유전자에서 어떤 속도로 다르게 이루어지는 것을 연구하는 학문으로서, 21세기 들어 가장 활발히 연구되는 연구과제인 진화의 속도와 방향 연구가 있다.